# Bobby Lowe
Robert Lincoln "Bobby" Lowe (10 de julho de 1865 – 8 de dezembro de 1951), apelidado de "Link", foi um jogador americano de beisebol profissional da Major League Baseball (MLB), além de atuar como treinador e olheiro. Jogou pelo Boston Beaneaters (1890–1901), Chicago Orphans (1902–1903), Pittsburgh Pirates (1904) e Detroit Tigers (1904–1907). Lowe foi o primeiro jogador na história das grandes ligas a rebater quatro home runs em um jogo, uma façanha que seria alcançado em 30 maio de 1894. Informações dão conta que os fãs ficaram tão empolgados que jogaram ao campo 160 dólares em moedas de prata ($4.400 em valores atuais) após seu quarto home run.. Na mesma partida estabeleceu o recorde da Major League com 17 bases totais em partida única além de seis rebatidas em um único jogo. Lowe era um jogador versátil que jogou em todas as posições mas foi conhecido por jogar na segunda base. Quando se aposentou em 1907, sua média de fielding na carreira de .953 na segunda base era a maior da história da Major League.
Lowe também trabalhou como treinador, técnico assistente e olheiro. Foi jogador-treinador do Detroit Tigers durante a última metade da temporada de 1904. Também treinou no beisebol universitário em 1907 pela Universidade de Michigan, foi jogador-treinador do Grand Rapids Wolverines em 1908 e de 1909 até 1910 pelo Washington & Jefferson College. Lowe foi olheiro do Detroit Tigers em 1911 e 1912.